# Đại hội Đảng Cộng sản Cuba
Đại hội Đảng Cộng sản Cuba (tiếng Tây Ban Nha: Congreso del Partido Comunista de Cuba) là cơ quan làm việc cấp cao nhất của Đảng và quyết định tất cả những vấn đề quan trọng nhất trong chính sách của Đảng, tổ chức và hoạt động nói chung; Nghị quyết cuối cùng và phải được thực hiện các Đại hội có thể sửa đổi hoặc bãi bỏ các nghị quyết.
Đại hội được tổ chức định kỳ là 5 năm; Đại hội đặc biệt có thể được tổ chức khi Ban chấp hành Trung ương Đảng triệu tập. 

## Nghị trình
Phiên họp toàn thể của Ban chấp hành trung ương được triệu tập trước sáu tháng Đại hội khai mạc và thông báo các chương trình nghị sự đề xuất trong Đại hội. Trong trường hợp khẩn cấp, 1 Hội nghị đặc biệt có thể được triệu tập gần hơn.
Đại hội có hiệu lực khi số đại biểu tham dự phải có hơn 2/3 số đại biểu chính thức và đại biểu ứng cử.
Tại phiên họp toàn thể của Ban chấp hành trung ương đề xuất chương trình nghị sự cho Đại hội, và các đại biểu có thể đề nghị và sửa đổi, xóa và/hoặc bổ sung trước khi phê duyệt tại phiên khai mạc.

## Quyền hạn
Đại hội có quyền hạn:
- Thảo luận và phê duyệt báo cáo của Ban chấp hành Trung ương;
- Phê duyệt cương lĩnh Đảng và quy chế, và sửa đổi khi thấy cấn thiết;
- Vạch ra chính sách cơ bản của Đảng về các vấn đề đối nội và đối ngoại;
- Thẩm tra và tìm ra cách giải quyết các vấn đề quan trọng nhất trong việc xây dựng chủ nghĩa xã hội và chủ nghĩa cộng sản, đặc trưng hơn, thảo luận và thông qua các kế hoạch trung và dài hạn để phát triển kinh tế, xã hội, văn hóa đất nước;
- Hoàn thành nghị quyết cuối cùng và các vấn đề thành viên và ứng viên của Đảng;
- Quyết định và bầu số lượng thành viên chính thức và dự khuyết của Ban chấp hành Trung ương;

## Danh sách Đại hội

### Đại hội Đảng Toàn quốc lần thứ I
Đại hội tổ chức tại Havana từ ngày 17-22/12/1975, mở đầu bằng báo cáo chính trị của Bí thư thứ nhất Fidel Castro. Sau đó được thảo luận rộng rãi nội dung của báo cáo, và sau đó được phân tích:tiếp tục phát triển kinh tế ở các ngành nghề khác nhau, sai lầm trong hệ thống phát triển kinh tế trong tương lai.
Chương trình nghị sự chủ yếu là phát triển kinh tế, xã hội, y tế, giáo dục, văn hóa thể thao, khoa học công nghệ, chăm sóc trẻ em, an sinh xã hội, chính sách lao động và hệ thống tư pháp.
Cũng trong báo cáo về tầm quan trọng của trật tự chính trị, thể chế và pháp lý của Hiến pháp mới của nước Cộng hoà như là cơ sở phát triển vượt bậc về tính hợp pháp của chủ nghĩa xã hội.
Đại hội cũng đã thảo luận về các tổ chức xã hội, đoàn thể, các lực lượng vũ trang cách mạng, Bộ Nội vụ, Liên minh thanh niên cộng sản và Đảng. Chính sách đối ngoại của Cuba dựa trên sự phụ thuộc vị trí địa lý của Cuba, nhu cầu quốc tế trong công cuộc đấu tranh bảo vệ chủ nghĩa xã hội và giải phóng dân tộc các dân tộc trên thế giới cũng được thảo luận.
Tại Đại hội Cương lĩnh và quy chế của Đảng đã được thông qua. Trong Đại hội, các bài phát biểu ủng hộ và giúp đỡ nhân dân các nước trong các phong trào giải phóng tại Angola chống lại quân xâm lược Nam Phi, và các chính sách Cuba đoàn kết với các phong trào tiến bộ và cách mạng châu Phi và những người anh em Puerto Rico.
Đại hội cũng đã bầu ra Ban chấp hành Trung ương, Bộ Chính trị và Ban Bí thư trung ương. Đại hội cũng bầu Fidel Castro Ruz làm Bí thư thứ nhất và Raúl Castro Ruz làm Bí thư thứ hai.

### Đại hội Đảng Toàn quốc lần thứ II
Đại hội tổ chức tại Havana từ ngày 17-20/12/1980. Đại hội thảo luận các vấn đề chính trị trong nước và quốc tế, 1 phân tích về tình hình kinh tế và những nguyên nhân giảm tốc được nêu ra.
Những mục tiêu chính cho sự phát triển kinh tế cũng được nêu ra: củng cố và hoàn thiện hệ thống quản lý kinh tế, định hướng đầu tư vốn, sự phân bố lực lượng sản xuất theo lãnh thổ, sự phát triển khoa học công nghệ, bảo vệ môi trường và tài nguyên thiên nhiên, phát triển nông ngiệp, phát triển cơ sở hạ tầng, giao thông vận tải, thông tin liên lạc, y tế và văn hóa giáo dục, thương mại và dịch vụ trong nước với người dân, quan hệ kinh tế quốc tế. Ngoài ra
Đại hội đã bầu ra Ban chấp hành Trung ương, Bộ Chính trị và Ban Bí thư. Fidel Castro tiếp tục được bầu làm Bí thư thứ nhất.

### Đại hội Đảng Toàn quốc lần thứ III
Đại hội tổ chức tại Havana từ ngày 4-7/2/1986. Các báo cáo được đưa ra tại Đại hội về hoàn thành mục tiêu 5 năm 1981-1985, điểm nổi bật trong thành tựu phát triển kinh tế và xã hội, gia tăng mức sống của người dân, nhiệm vụ bảo vệ Tổ quốc, tăng cường ý thức cách mạng. Công việc của các tổ chức chính trị, xã hội và quần chúng, vai trò lãnh đạo của Đảng và vị trí của Cuba trong các lĩnh vực của quốc tế.
Những khó khăn gặp phải cũng được nêu ra, sự trỗi dậy của chủ nghĩa đế quốc thù địch tăng cường cấm vận phong tỏa, vấn đề tai họa thiên nhiên, và sự thiếu sót trong tư tưởng lãnh đạo; Những phương hướng cải cách chính và những khuynh hướng tiêu cực.
Đánh giá về sự ủng hộ và đoàn kết của các nước xã hội chủ nghĩa anh em, đặc biệt là Liên Xô.
Các nỗ lực trong việc xây dựng và tổ chức sản xuất, tăng cường xuất khẩu, giảm bớt nhập khẩu, trong việc đấu tranh về chất lượng, tiết kiệm và sử dụng hợp lý các nguồn lực, phát triển khoa học kỹ thuật được công nhận, trong việc phát triển và yêu cầu thi đua chủ nghĩa xã hội.
Thông qua chính sách đối ngoại của Đảng, coi tình hình thế giới hiện tại vô cùng nguy hiểm cho đất nước và quốc tế.
Đại hội đã bầu ra Ban chấp hành Trung ương, Bộ Chính trị và Ban Bí thư. Fidel Castro tiếp tục được bầu làm Bí thư thứ nhất.

### Đại hội Đảng Toàn quốc lần thứ IV
Đại hội tổ chức tại Santiago de Cuba từ ngày 10-14/10/1991. Đọc báo cáo khai mạc Đại hội là Bí thư thứ 2 Raúl Castro Ruz, sau đó Đại hội thảo luận báo cáo Đại hội.
Đại hội phân tích giai đoạn đặc biệt và các biện pháp thực hiện cải cách.
Ảnh hưởng của sự sụp đổ hệ thống chủ nghĩa xã hội tại Đông Âu tới quốc gia, các quyết định và các biện pháp cải cách được thực hiện tránh dẫn tới tình trạng sụp đổ tại quốc đảo. Chú ý tới những thách thức mới và kẻ thù mới. Đồng thời Bí thư thứ nhất có bài diễn văn nêu lên hậu quả về việc cấm vận của Hoa Kỳ với Cuba.
Ngoài ra Đại hội tiếp tục thảo luận về các vấn đề tôn giáo trong Đảng, vai trò khoa học công nghệ để phát triển, thị trường nông nghiệp, đấu tranh chống tội phạm và các vấn đề khác.

### Đại hội Đảng Toàn quốc lần thứ V
Đại hội tổ chức tại Havana từ ngày 8-10/10/1997. Bí thư thứ 2 Raul Castro đọc báo cáo khai mạc.
Đại hội thông qua nghị quyết "Đảng thống nhất, dân chủ và bảo vệ nhân quyền", quy chế của Đảng sửa đổi, nghị quyết kinh tế.
Kết thúc Đại hội, Bí thư thứ nhất Fidel Castrol đọc báo cáo kết thúc hội nghị.

### Đại hội Đảng Toàn quốc lần thứ VI
Đại hội tổ chức tại Havana từ ngày 16-19/4/2011. Tức sau Đại hội V 14 năm.
Ngày 8/11/2010 tại lễ kỷ niệm 10 năm hợp tác Cuba-Venezuela, Bí thư thứ 2 Raul Castro tuyên bố Đại hội VI sẽ được triệu tập nhân kỷ niệm 50 năm chiến thắng Giron và 50 năm Tuyên bố tính chất xã hội chủ nghĩa của cuộc cách mạng.
Đại hội với hơn 1000 đại biểu, đại diện cho hơn 850000 đảng viên trên cả nước. Chủ tịch Raul Castro đọc báo cáo khai mạc Đại hội.
Đại hội tiến hành cải cách toàn diện xóa bỏ hệ thống bao cấp dần dần, quy định thời gian nằm quyền của lãnh đạo không quá 2 nhiệm kỳ, các đại biểu đã thảo luận Báo cáo Chính trị và Văn kiện Dự thảo Đường lối chính sách kinh tế và xã hội. Đại hội đã thông qua 4 nghị quyết về Tổ chức Hội nghị Đảng toàn quốc; Đường lối chính sách kinh tế và xã hội của Đảng và Cách mạng; Báo cáo Chính trị Đại hội Đảng VI; và Hoàn thiện các tổ chức Hội đồng Nhân dân, Hệ thống bầu cử và Phân định bản đồ hành chính.
Nghị quyết về Đường lối chính sách kinh tế và xã hội của Đảng và Cách mạng là lộ trình hợp lý hóa mô hình kinh tế đất nước, trong đó đặc biệt chú trọng công tác khuyến nông, mở rộng mô hình kinh tế tự doanh, cắt giảm lực lượng lao động dôi dư trong khu vực nhà nước, cắt giảm bao cấp, thực hiện chính sách thu thuế mới, phi tập trung quản lý của nhà nước và xóa bộ hệ thống tiền tệ gồm nhiều đồng tiền hiện nay.
Đại hội đã bầu Bộ Chính trị, Ban Bí thư và Ban chấp hành Trung ương. Raul Castro được bầu làm Bí thư thứ nhất và Jose Ramon Machado Ventura làm Bí thư thứ 2

### Đại hội Đảng Toàn quốc lần thứ VII
Đại hội đại biểu toàn quốc lần thứ VII của Đảng Cộng sản Cuba diễn ra từ ngày 16-19/4/2016 tại Havana đúng vào ngày kỷ niệm 55 năm Cuba tuyên bố tính chất xã hội chủ nghĩa của cuộc Cách mạng 1959.
Ngày 20/12/2015, tại phiên bế mạc kỳ họp thứ tư của Quốc hội Cuba khóa 8, Chủ tịch Raul Castro thông báo Đảng Cộng sản Cuba sẽ tổ chức Đại hội Toàn quốc lần thứ 7 vào tháng 4/2016.
Đại hội với sự tham dự 1000 đại biểu và 280 khách mới. Đại biểu cao tuổi nhất là Phó Chủ tịch Hội đồng Bộ trưởng José Ramón Fernández Álvarez với 92 tuổi, đại biểu trẻ nhất là nữ đại biểu Quốc hội Idaliena Díaz Casamayor với 27 tuổi.
Phát biểu phiên khai mạc Bí thư thứ nhất Raul Castro đưa ra khái niệm phát triển chủ nghĩa xã hội và kế hoạch phát triển tới năm 2030 của Cuba, đồng thời ông cũng tuyên bố ủng hộ người kế nhiệm khi ông sẽ về hưu năm 2018. Ông cũng đề xuất sửa đổi Hiến pháp và đề xuất độ tuổi tối đa để được bầu vào Trung ương Đảng là 60 và các vị trí lãnh đạo của đảng là 70.
Bí thư thứ hai Jose Ramon Machado Ventura cũng trình bày chương trình nghị sự của Đại hội.
Đại hội được chia thành 4 phiên họp theo nhóm chuyên đề, lần lượt về các chủ đề:
- Định nghĩa mô hình kinh tế - xã hội xã hội chủ nghĩa của Cuba;
- Kế hoạch phát triển tới năm 2030, tầm nhìn, trụ cột và các lĩnh vực chiến lược;
- Đánh giá việc triển khai các chủ trương được Đại hội VI thông qua và cập nhật các đường lối này cho 5 năm tới;
- Tổng kết tình hình thực hiện các Mục tiêu công tác Đảng kể từ Hội nghị đại biểu toàn quốc lần thứ nhất được tổ chức vào tháng 1/2012 sau Đại hội Đảng VI.

Tại phiên họp toàn thể ngày 18/4, Đại hội đã tiến hành bầu Ban Chấp hành Trung ương khóa VII.
Tại phiên bế mạc ngày 19/4, Ban Chấp hành Trung ương VII ra mắt, kết thúc phiên bế mạc Bí thư thứ nhất đọc bài phát biểu.

### Đại hội Đảng Toàn quốc lần thứ VIII
Từ ngày 16 đến ngày 19 tháng 4 năm 2021, Đại hội Đảng Cộng sản Cuba lần thứ VIII được tổ chức trong khuôn khổ kỷ niệm 60 năm tính chất xã hội chủ nghĩa của cuộc Cách mạng Cuba và Chiến thắng Giron. Đây cũng được xem là kỳ đại hội cuối cùng của các thế hệ lãnh đạo cách mạng Cuba trên cương vị đứng đầu Đảng
Được xếp vào danh mục Đại hội liên tục lịch sử, đại hội tập trung vào các vấn đề cốt lõi của đời sống chính trị, kinh tế và xã hội của đất nước Cuba, trong đó nổi bật là khái niệm về mô hình phát triển kinh tế, xã hội và thực hiện các chủ trương. Đại hội cũng phân tích tình hình hoạt động của đảng và mối liên hệ của nó với quần chúng, hoạt động tư tưởng và tình hình công tác cán bộ.
Vào ngày 18 tháng 4, các đại biểu đã thông qua một danh sách các nghị quyết do các Ủy ban đã họp trong hai ngày đầu của cuộc họp đóng góp, bên cạnh Báo cáo Trung ương của Bí thư thứ nhất, Raúl Castro Ruz, có mặt tại Trung tâm Hội nghị.
Năm văn kiện đã được các đại biểu nhất trí thông qua, mặc dù các đại biểu vẫn có những đánh giá về các nghị quyết trong phiên họp toàn thể.
Nghị quyết của Đại hội Đảng Cộng sản Cuba lần thứ VIII:
- Báo cáo chính trị của Bí thư thứ nhất Raúl Castro Ruz
- Nghị quyết về việc cập nhật Khái niệm về mô hình phát triển kinh tế và xã hội Cuba về phát triển xã hội chủ nghĩa
- Tình hình thực hiện Chủ trương chính sách kinh tế - xã hội của Đảng và của Cách mạng từ Đại hội VI cho đến nay và cập nhật các văn bản hướng dẫn cho giai đoạn 2021 - 2026
- Đánh giá việc thực hiện Nghị quyết Đại hội VII của Đảng về Mục tiêu công tác của Hội nghị lần thứ nhất, liên quan đến công tác điều hành, sinh hoạt tư tưởng và gắn bó với quần chúng.
- Đánh giá về chính trị của đội ngũ cán bộ của Đảng, của Đoàn, của các đoàn thể, của Nhà nước và của Chính phủ. Vai trò của Đảng đạt kết quả vượt trội

Ngày 18/4, các đại biểu đã bỏ phiếu bầu ra các thành viên Ban Chấp hành Trung ương Đảng khóa mới.
Ngày 19/4, tân Bí thư thứ nhất Trung ương Đảng Cộng sản Cuba, Miguel Díaz-Canel Bermúdez, đọc diễn văn bế mạc Đại hội.